# 巴塔克三色旗

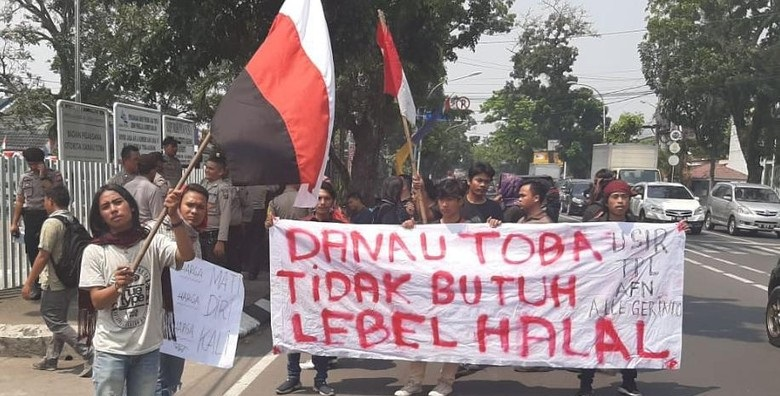
巴塔克示威者在抗议游行中持着的巴塔克旗

巴塔克旗是印度尼西亚北苏门答腊省巴塔克人的旗帜。这面旗帜旗是水平等横的三色旗，由白、红、黑三色组成，排列组合有多种变化，没有官方的颜色顺序，即：

- 红色、白色和黑色
- 黑色、白色和红色
- 白色、红色和黑色[1][2]

## 象征和用途
巴塔克旗作为一个规约符号，是巴塔克传统信仰价值观的体现，该信仰认为：世界由三个层面世界组成，众神居住的上层世界（Banua Ginjang）代表白色，人类居住的中间世界（Banua Tonga）代表红色，鬼魂居住的下层世界（Banua Toru）代表黑色；同时，不同颜色有不同的象征意义，白色代表真理、红色代表勇敢和黑色代表领导力。
巴塔克人并不是使用巴塔克旗作为分离主义的象征符号，而是作为族群身份认同的象征符号，在巴塔克人视为神圣的场所，例如巴塔克传说中部落诞生的圣山“Pusuk Buhit”，都可以看到悬挂着巴塔克旗。